# Menhirs van Oppagne

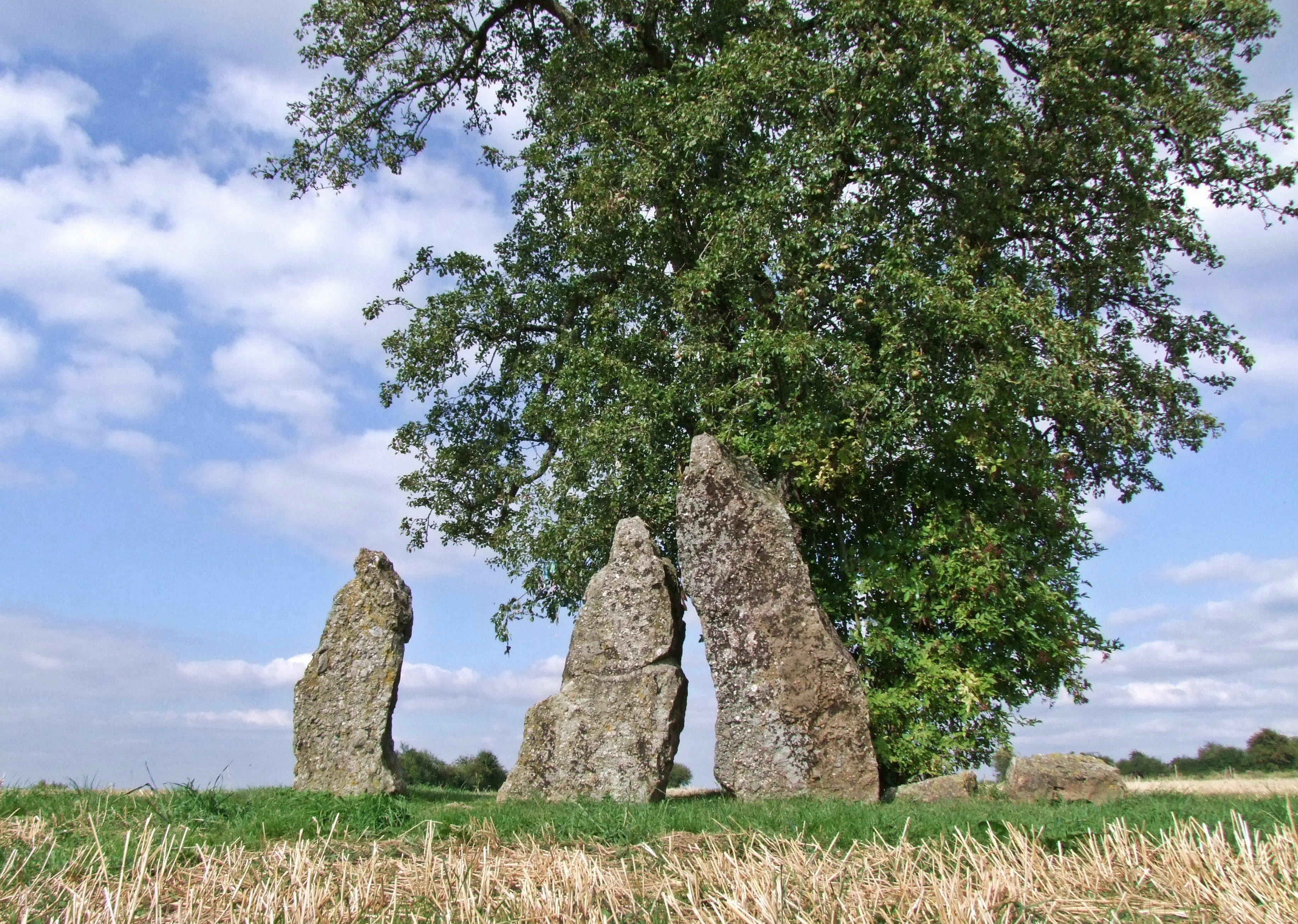
Menhirs van Oppagne

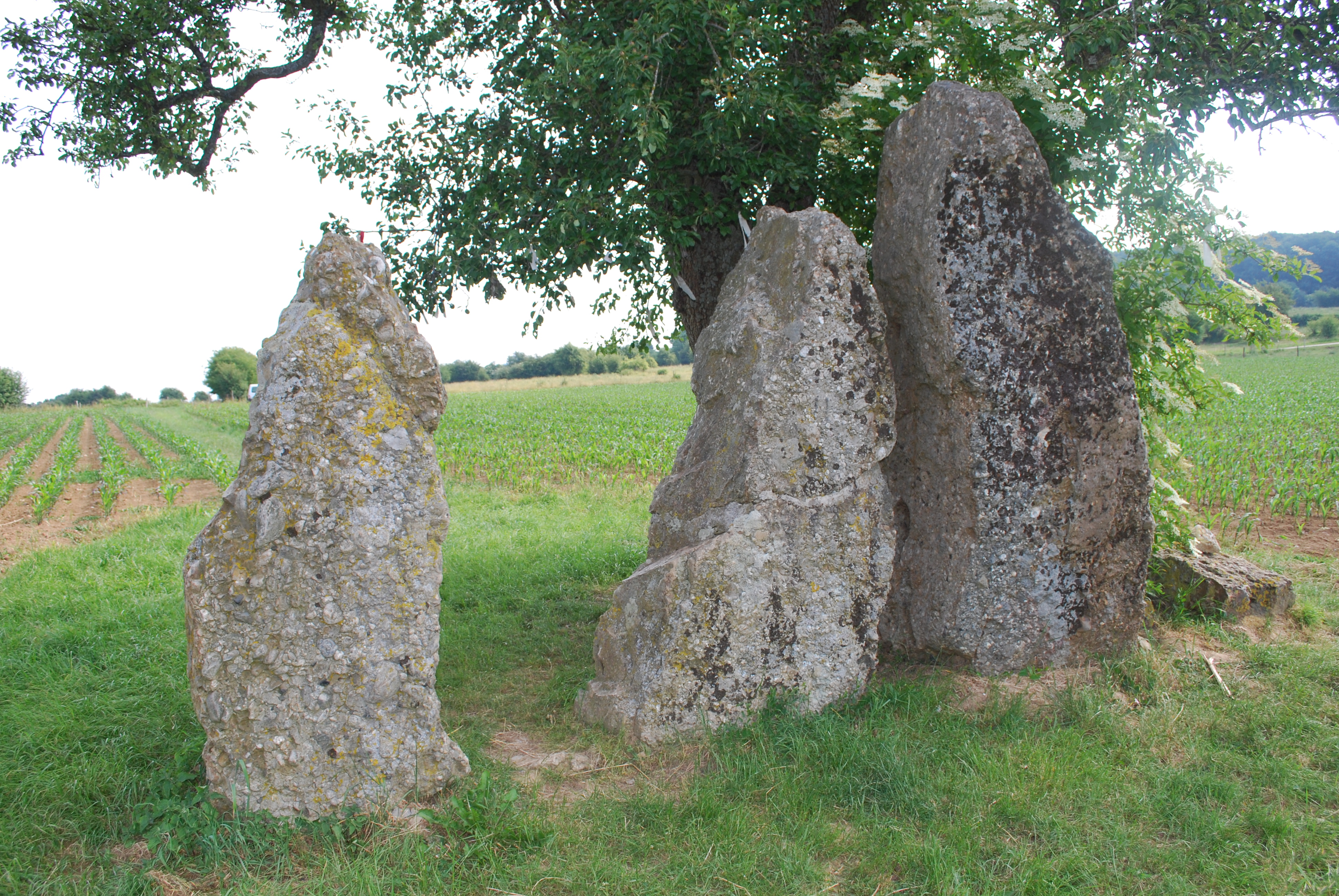
De stenen

De Menhirs van Oppagne zijn drie menhirs die gelegen zijn op het grondgebied van Oppagne in de gemeente Durbuy in de Belgische provincie Luxemburg. De menhirs staan op ongeveer een kilometer ten noordwesten van het dorp en liggen op zo'n anderhalve kilometer ten zuidwesten van Wéris. In de omgeving ligt noordoostelijker op zo'n 600 meter een dolmen: de Dolmen van Oppagne en in en rond de vallei waarin Wéris gelegen is bevinden zich nog een dolmen en nog aantal andere menhirs. De verschillende megalieten in de omgeving zouden verschillende alignmenten met elkaar vormen die evenwijdig aan elkaar gelegen zijn.
De menhirs staan midden in het veld onder een boom. In de boom worden er lintjes gehangen, als zijnde een koortsboom. Oorspronkelijk zouden het waarschijnlijk slechts twee staande stenen zijn geweest, waarvan er één in twee stukken gebarsten is.

## Geschiedenis
In de 19e eeuw lagen de stenen plat op de grond.
In 1906 werden de stenen rechtop gezet.
In 1942 werden ze gerestaureerd.